# Richard Burns Rally
Richard Burns Rally – komputerowy symulator rajdów stworzony przez Warthog Games i wydany przez SCi na platformy PlayStation 2, Xbox, Windows i Gizmondo. Gra stworzona została przy udziale Richarda Burnsa.

## Samochody
- Subaru Impreza WRX 44S (moc 300 KM, AWD, masa 1230 kg, 6 biegów)
- Mitsubishi Lancer Evo VII (moc 300 KM, AWD, masa 1230 kg, 6 biegów)
- Toyota Corolla WRC (moc 300 KM, AWD, masa 1080 kg, 6 biegów)
- Hyundai Accent WRC (moc 300 KM, AWD, masa 1230 kg, 6 biegów)
- Peugeot 206 WRC (moc 300 KM, AWD, masa 1250 kg, 5 biegów)
- Subaru Impreza 22B STi (moc 280 KM, AWD, masa 1230 kg, 6 biegów)
- Citroën Xsara WRC (moc 300 KM, AWD, masa 1230 kg, 6 biegów)
- MG ZR Super 1600 (moc 215 KM, FWD, masa 1588 kg, 6 biegów)

## Trasy
| Odcinek           | Długość |
| ----------------- | ------- |
| Harwood Forest    | 6,1 Km  |
| Falstone          | 6,6 Km  |
| Chirdonhead       | 7,0 Km  |
| Shepherds Shield  | 4,8 Km  |
| Harwood Forest II | 5,9 Km  |
| Chirdonhead II    | 6,9 Km  |
| Szkoła rajdowa    | 2,2 Km  |

| Odcinek      | Długość |
| ------------ | ------- |
| Noiker       | 13,8 Km |
| Sipirkakim   | 8,7 Km  |
| Pirka Menoko | 6,7 Km  |
| Tanner       | 3,9 Km  |
| Noiker II    | 13,7 Km |
| Tanner II    | 4,0 Km  |

| Odcinek        | Długość |
| -------------- | ------- |
| Kaihuaraara    | 6,1 Km  |
| Mustaselka     | 7,9 Km  |
| Sikakama       | 10,2 Km |
| Autiovaara     | 6,1 Km  |
| Kaihuaraara II | 6,1 Km  |
| Mustaselka II  | 7,7 Km  |

| Odcinek           | Długość |
| ----------------- | ------- |
| Fraizer Wells     | 5,0 Km  |
| Prospect Rigde    | 7,8 Km  |
| Diamond Creek     | 7,1 Km  |
| Hualapai Nation   | 8,6 Km  |
| Prospect Rigde II | 7,9 Km  |
| Diamond Creek II  | 6,8 Km  |

| Odcinek          | Długość |
| ---------------- | ------- |
| Cote D'Arbroz    | 4,5 Km  |
| Joux Verte       | 7,9 Km  |
| Bisanne          | 5,6 Km  |
| Joux Plane       | 11,1 Km |
| Joux Verte II    | 7,8 Km  |
| Cote D'Arbroz II | 4,3 Km  |

| Odcinek      | Długość |
| ------------ | ------- |
| NewBobs      | 10,1 Km |
| Greenhills   | 6,0 Km  |
| Mineshaft    | 8,2 Km  |
| East-West    | 9,5 Km  |
| NewBobs II   | 10,0 Km |
| East-West II | 9,6 Km  |